# 1808 az irodalomban
Az 1808. év az irodalomban.

## Megjelent új művek

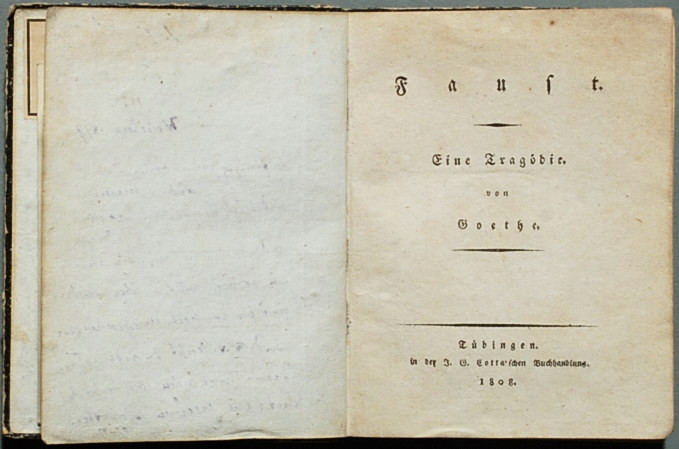
A Faust I. első kiadása

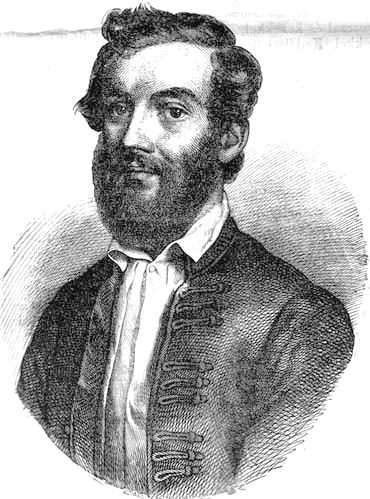
Vajda_Péter

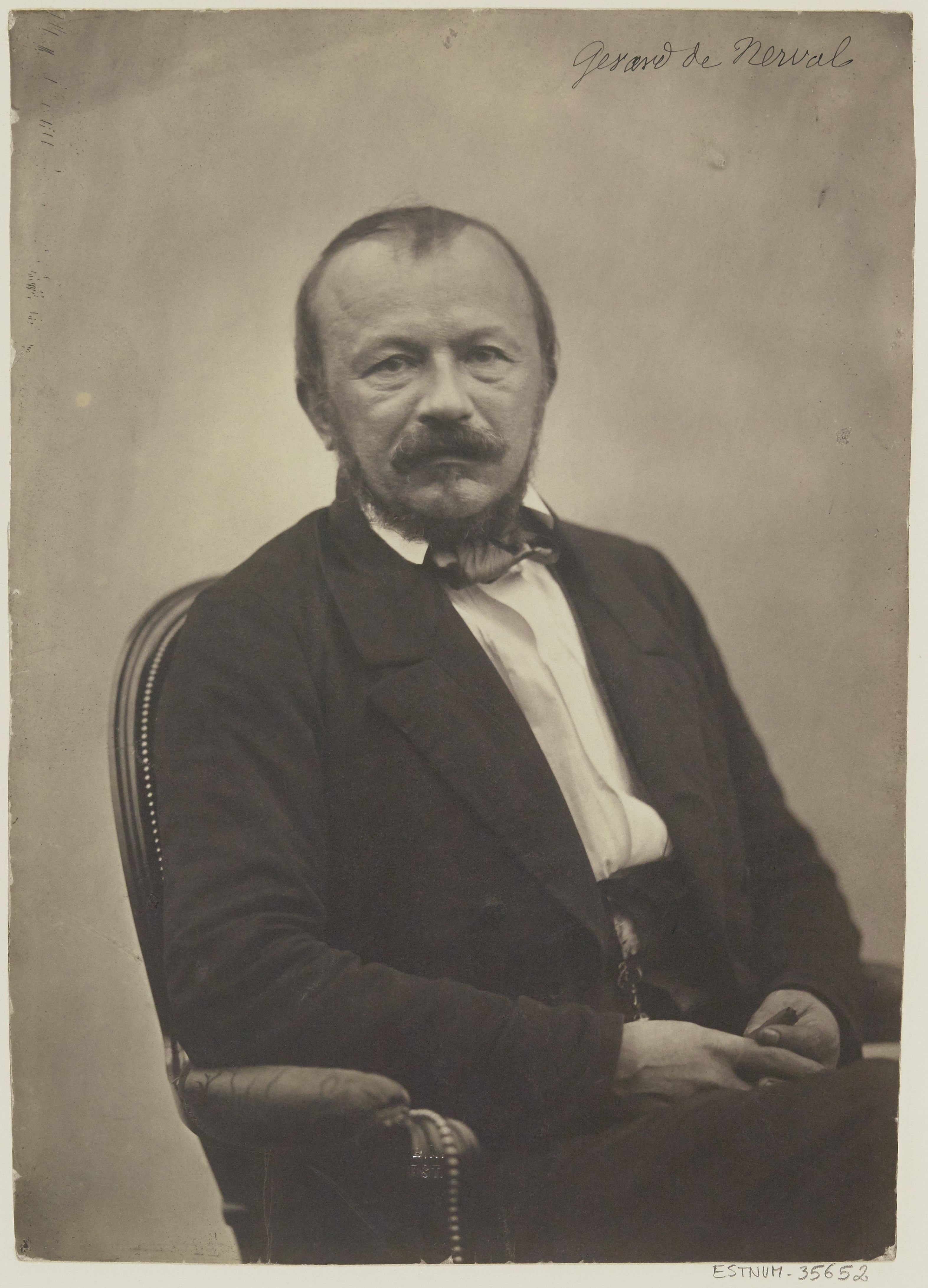
Gérard de Nerval

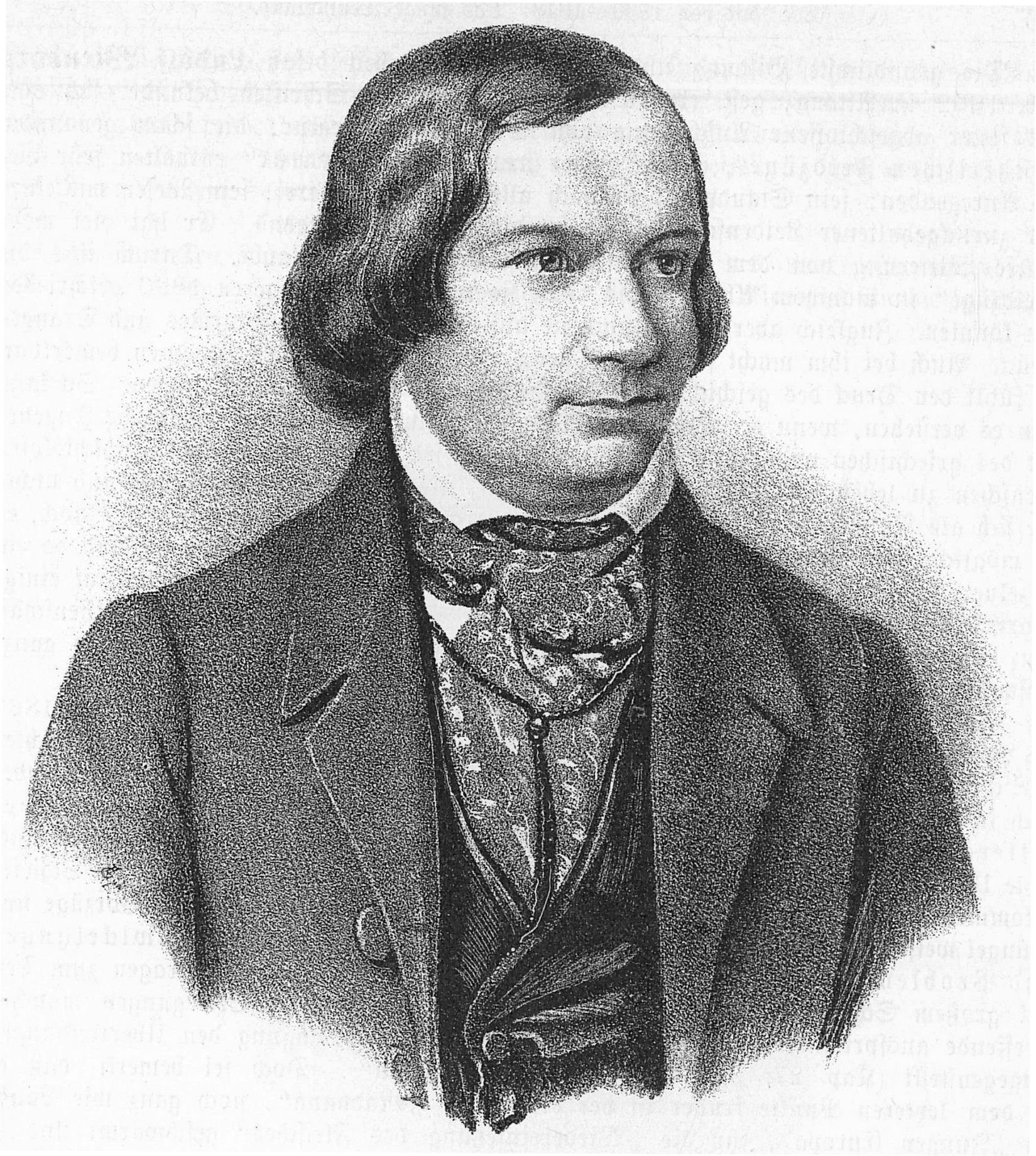
Theodor Mundt

- A japán Ueda Akinari szépprózai műve: Haruszame monogatari (Tavaszi esők meséi)

### Költészet
- Friedrich Hölderlinnek két korábban írt himnusza jelenik meg egy almanachban: Patmos és Der Rhein.
- Walter Scott elbeszélő költeménye: Marmion.
- Vaszilij Andrejevics Zsukovszkij orosz romantikus költő balladája: Ludmila (Gottfried August Bürger Lenora című balladájának hatására és modorában).

### Dráma
- Megjelenik a Faust első része: Faust: der Tragödie erster Teil. A második részt Goethe 1824-ben kezdi írni és röviddel halála előtt fejezi be (Faust. Der Tragödie zweiter Teil). A teljes alkotás nyomtatásban 1832-ben lát napvilágot.
- Heinrich von Kleist vígjátéka: Der zerbrochne Krug (Az eltört korsó), bemutató Weimarban.

### Magyar nyelven
- Pápay Sámuel könyve: A magyar literatura esmérete, az első magyar nyelvű irodalomtörténeti rendszerezés.
- Berzsenyi Dániel kilép az ismeretlenségből mint költő: átadja verseinek gyűjteményét Kis Jánosnak, aki azt Kazinczynak továbbítja.[1]

## Születések
- január 20. – Vajda Péter magyar költő, drámaíró († 1846)
- február 4. – Josef Kajetán Tyl cseh drámaíró, a cseh himnusz szerzője († 1856)
- május 21. – Gérard de Nerval francia költő és író († 1855)
- szeptember 29. – Theodor Mundt német író, kritikus, irodalomesztéta († 1861)
- november 2. – Jules Barbey d’Aurevilly francia kritikus és regényíró († 1889)
- november 24. – Alphonse Karr francia író († 1890)
- 1808. – Constantin Negruzzi román író, műfordító, politikus († 1868)